# Dania na Mistrzostwach Świata w Lekkoatletyce 2015
Dania na Mistrzostwach Świata w Lekkoatletyce 2015 – reprezentacja Danii podczas mistrzostw świata w Pekinie liczyła 3 zawodników, którzy nie zdobyli medalu.

## Występy reprezentantów Danii

### Mężczyźni
| Konkurencja   | Zawodnik     | Eliminacje | Eliminacje | Półfinał | Półfinał | Finał    | Finał   |
| Konkurencja   | Zawodnik     | Rezultat   | Pozycja    | Rezultat | Pozycja  | Rezultat | Pozycja |
| ------------- | ------------ | ---------- | ---------- | -------- | -------- | -------- | ------- |
| Bieg na 800 m | Andreas Bube | 1:48,94    | 36.        | NQ       | NQ       | NQ       | NQ      |

### Kobiety
| Konkurencja                | Zawodnik      | Eliminacje | Eliminacje | Półfinał | Półfinał | Finał    | Finał   |
| Konkurencja                | Zawodnik      | Rezultat   | Pozycja    | Rezultat | Pozycja  | Rezultat | Pozycja |
| -------------------------- | ------------- | ---------- | ---------- | -------- | -------- | -------- | ------- |
| Bieg na 400 m przez płotki | Sara Petersen | 55,11      | 8. Q       | 54,34    | 3. Q     | 54,20    | 4.      |
| Bieg na 400 m przez płotki | Stina Troest  | 55,56      | 10. Q      | 56,13    | 13.      | NQ       | NQ      |